# Abambe
Abambé est un village du Cameroun situé dans le département du Haut-Nyong et la région de l'Est.  
Il fait partie de la commune d'Angossas. 

## Population
Lors du recensement de 2005, Abambé comptait 760 habitants.

## Infrastructure
Selon le Plan Communal de Développement d’Angossas (2012), une pépinière aurait été mise en place pour le reboisement des forêts dégradées à Abambé. 
De plus, afin d'améliorer l’environnement d'éducation et donner une éducation de qualité à Abambé, une construction et équipement d'écoles maternelles y était implantée. 
La construction de deux puits / forages d'eau potable et l'aménagement de trois sources ont été planifiés dans le but de faciliter l'accès à l'eau portable à Abambé. 